# Nordisk Film
Nordisk Film är ett skandinaviskt mediebolag inom Egmontkoncernen, specialiserat på utveckling, produktion, marknadsföring och distribution av elektronisk underhållning. Företaget grundades i Danmark år 1906 av Ole Olsen under namnet Ole Olsens Filmfabrik. Företaget finns idag representerat i Sverige, Norge, Danmark och Finland, och är världens äldsta kontinuerligt verksamma filmbolag.

## Historik
Företaget grundades 1906 av Ole Olsen. Man har i Valby de äldsta filmstudior i världen som fortfarande är i drift.
Efter en expansion de första åren drabbades företaget hårt av första världskriget. Den efterföljande krisen tog slut efter ljudfilmens genombrott på 1930-talet.
1992 gick företaget samman med danska mediekonglomeratet Egmont.

## Nordisk Film Bio
Nordisk Film Bio, även kallad NF Bio (NF Kino i Norge), är ett dotterbolag till Nordisk Film och den största biografkedjan i Norge och Danmark. Biografen Imperial i Köpenhamn ingår i NF Bio. 
I december 2018 öppnade den första svenska biografen i Uppsala som i september 2020 följdes upp med ytterligare en i Malmö. Idag driver Nordisk Film Bio 44 biografer med 240 salonger över hela Skandinavien. Årligen har kedjan över tio miljoner besökare.
NF Bio var först i Sverige med att införa 4DX vid vanliga biografer. Biografens affärsidé är att erbjuda banbrytande komfort i form av bland annat justerbara reclinerstolar med stort benutrumme till normala marknadspriser.  NF Bio Sverige driver hemsidan nfbio.se och appen Nordisk Film Bio, köper man biljetter därigenom istället för på biografen får man 10 kr rabatt per biljett.

### Biografer i Sverige
Nordisk Film Bio har två nybyggda biografer i Sverige, i Malmö och Uppsala, med totalt 10 salonger med 868 stolar. 
| Namn    | Plats   | Salonger | Salonger  | Information                    |
| Namn    | Plats   | Salonger | Varav 4DX | Information                    |
| ------- | ------- | -------- | --------- | ------------------------------ |
| Gränby  | Uppsala | 5        | 1         | Första 4DX-Salongen i Sverige. |
| Mobilia | Malmö   | 5        | 1         | Andra 4DX-salongen i Sverige   |

## Nordisk Film Production AB
Nordisk Film Production AB är ett svenskt filmbolag som har som mål att producera två–tre filmer om året. Det innefattar även filmbolaget Felicia Film.

## Nordisk Film TV AB
Nordisk Film TV AB är ett tv-produktionsbolag, medlem i Sveriges oberoende TV-producenter. Nordisk Film TV var fram till 2009 ett dotterbolag till Nordisk Film. Sedan 2009 ägs Nordisk Film TV av den internationella mediekoncernen Banijay entertainment med huvudkontor i Paris, Frankrike. 

### Svenska produktioner
| - Bingo Royale - En fot i graven - Fortet Europa - Läkare - var god dröj! - Med vänlig hälsning - Mustafa Show - Svenskarna som stred för Hitler - Kontroll - Könskriget - Stockholm Live | - 48 timmar - Det okända - Fem gånger Storm - Junior Eurovision Song Contest 2006 - Lattjo Lajban - Lattjo hela veckan - Nema problema - Prinsessan Christina - Reslust - Saknad - TV Myra - Lattjobolaget Lajban - Mimmi & Mojje - Jonson & Pipen - Fuskbyggarna - Kvällen är din | - 69 grader Nord - Förnimmelse av mord - Måndagsklubben - So you think you can dance Scandinavia - Den rätte för Rosing - Wipeout - Arga snickaren | - FCZ - HCZ - Yippee Ki-yay, MF - Stor i Japan |

#### För andra kanaler
Beat Lab
Dessutom producerar bolaget reklam- och informationsfilm.

### Utmärkelser
- Aftonbladets TV-pris 2006 för FCZ.
- Kristallen 2006 för FCZ.

## Nordisk Film AB
Nordisk Film AB är bolagets distributionsarm, som distribuerar biofilm, vhs-film, dvd-film samt Sony PlayStation till detaljhandeln.

## Nordisk Film Post Production AB
Nordisk Film Post Production AB, tidigare Filmteknik AB, är ett företag som sysslar med post production - det vill säga teknisk bearbetning – av film och video.